# Pierre-Emerick Aubameyang
Pour les articles homonymes, voir Aubameyang.
Pierre-Emerick Aubameyang, né le 18 juin 1989 à Laval (Mayenne, France), est un footballeur international gabonais. Il possède également la nationalité française et la nationalité espagnole. Il joue actuellement au poste d'avant-centre à l'Olympique de Marseille.
Arrivé du SC Bastia en 2007 au Milan AC où il achève sa formation, il se fait connaître du monde professionnel avec plusieurs prêts consécutifs en France à partir de 2008, au Dijon FCO, au Lille OSC, à l'AS Monaco puis à l'AS Saint-Étienne, où il est finalement transféré en 2011. Brillant par sa vitesse de pointe, il y réalise deux saisons pleines.
En 2013, il signe au Borussia Dortmund, en Allemagne. Grâce à son excellente saison 2014-2015 avec le club allemand et fort de 46 buts marqués toutes compétitions confondues, il est sacré footballeur africain de l'année, le 7 janvier 2016, devant l'Ivoirien Yaya Touré et le Ghanéen André Ayew. Il sera ensuite nommé meilleur joueur de Bundesliga en 2015-2016 et finira meilleur buteur en 2016-2017 avec 31 buts inscrits.
Le 31 janvier 2018, l'attaquant de Dortmund s'engage avec Arsenal. Acheté pour 63 millions d'euros, le Gabonais est devenu le joueur le plus cher de l'histoire du club londonien. Il y marque 10 buts en 14 matchs pour sa première demi-saison. Il termine co-meilleur buteur du championnat anglais en 2018-2019 avec 22 buts, à égalité avec Mohamed Salah et Sadio Mané.
En février 2022 il quitte Arsenal librement et s'engage avec le FC Barcelone, avant de faire son retour à Londres, au Chelsea FC au mercato d'été suivant.
En juillet 2023, l'attaquant gabonais signe son retour en Ligue 1, à l'Olympique de Marseille. Le 20 février 2024, à l'occasion du barrage retour de la phase à élimination directe de la Ligue Europa face au Chakhtar Donetsk, il devient le meilleur buteur de l'histoire de cette compétition (tours de qualifications non-compris) avec 31 buts, dépassant Radamel Falcao. Il joue en 2024-2025 au Al-Qadsiah Football Club en Arabie saoudite avant de revenir à l'Olympique de Marseille.
Au niveau international, après avoir honoré une sélection en équipe de France espoirs en 2009, il choisit lors de cette même année, comme son père l'avait fait, d'opter pour la sélection du Gabon, dont il devient un joueur cadre.

## Biographie

### Origines familiales et enfance
Pierre-Emerick Aubameyang est issu d'une famille de footballeurs. Son père, Pierre Aubameyang, est un footballeur international gabonais ayant évolué de nombreuses années en France et sa mère, Margarita Crespo, est franco-espagnole, née dans le village de El Barraco, dans la province d'Ávila en Castille-et-León, avant d'émigrer en France à l'âge de 5 ans. Aubameyang aime rappeler qu'il est « franco-gabono-espagnol », possédant la triple nationalité. Ses frères, Willy Aubameyang et Catilina Aubameyang, sont également footballeurs professionnels.
Il naît à Laval à une époque où son père évolue au Stade lavallois. Il grandit à L'Huisserie, commune située près de Laval où vit encore une partie de sa famille maternelle. C'est dans le club de cette commune qu'il pousse ses premiers ballons, avant de rejoindre le Stade lavallois à l'âge de 10 ans. Deux ans plus tard, il quitte la région pour suivre son père, et déménage régulièrement au gré de ses multiples changements de club. Aujourd'hui encore, il ne manque pas de rappeler son attachement à la Mayenne, où il revient régulièrement pour se ressourcer,. En 2017, une salle d'un gymnase lavallois est baptisée du nom de Pierre-Emerick Aubameyang. Le club de futsal de l'Étoile lavalloise s'y produit jusqu'en 2021.
Suivant la carrière de son père, Pierre-Emerick Aubameyang évolue de fait dans de nombreux clubs. Il joue ainsi successivement à Laval, à Nice, et à Rouen. Alors qu'il jouait au Havre, il quitte le club normand à la suite de problèmes administratifs pour rejoindre le SC Bastia. Son père lui fait alors la promesse de le proposer à l'AC Milan s'il marquait au moins six buts. Le club corse ne souhaitant pas le conserver, il rejoint le club lombard à l'été 2006, où Ariedo Braida le recrute après avoir constaté qu'il était très rapide pour son jeune âge.

### Carrière en club

#### AC Milan (2007-2011)
Pierre-Emerick Aubameyang signe son premier contrat professionnel en février 2007. Il se fait remarquer pendant la Champions Youth Cup 2007 en août 2007 où il termine meilleur buteur du tournoi avec 7 réalisations en 6 matchs, remportant le Trophée Roberto Bettega.

#### Dijon FCO (2008-2009)
Milan décide de le prêter en 2008 au Dijon FCO, en Ligue 2, afin que le joueur puisse connaître le monde professionnel. En effet il n'a évolué jusque-là qu'avec les équipes de jeunes du Milan. Cette première saison professionnelle est un succès : en 34 matches de L2 au DFCO, où il forme un duo avec Sebastián Ribas, il marque 8 buts, plus 2 autres en 5 matches de coupes. C'est au cours de cette saison qu'il décide de refuser la sélection espoir française pour accepter celle du Gabon.

#### LOSC Lille (2009-2010)

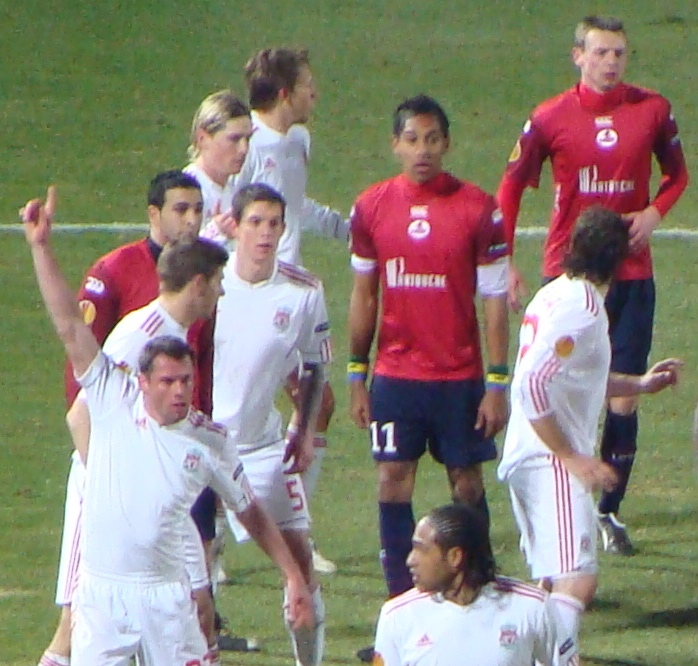
Aubameyang (no 11 en rouge), face à Liverpool.

Pour la saison 2009-2010, convaincu par le Lille OSC, Aubameyang s'engage pour un an avec le club du nord sous la forme d'un prêt avec option d'achat. Au cours de cette saison il participe à quatorze des rencontres du LOSC en Ligue 1 et inscrit deux buts : le premier à Monaco le 13 décembre 2009 (0-4 pour Lille) et le second à Rennes le 21 février 2010 (1-2 pour Lille). Il évolue également cette année-là en Ligue Europa pour la première fois de sa jeune carrière.

#### AS Monaco (2010-2011)
Non conservé par le LOSC, il est prêté avec option d'achat à l'AS Monaco lors de la saison 2010-2011. Il marque à deux reprises sous les couleurs monégasques, contre Lens (2-2 à Bollaert) et contre Auxerre (victoire 2-0).
Utilisé régulièrement par Guy Lacombe, il n'est pas apprécié par Laurent Banide qui a remplacé Lacombe en janvier 2011. L'AS Monaco met un terme au prêt le 31 janvier 2011 et le joueur est prêté dans la foulée à l'AS Saint-Étienne avec option d'achat.

#### AS Saint-Étienne (2011-2013)
Il inscrit deux buts au cours de sa demi-saison stéphanoise, contre Auxerre et Sochaux.

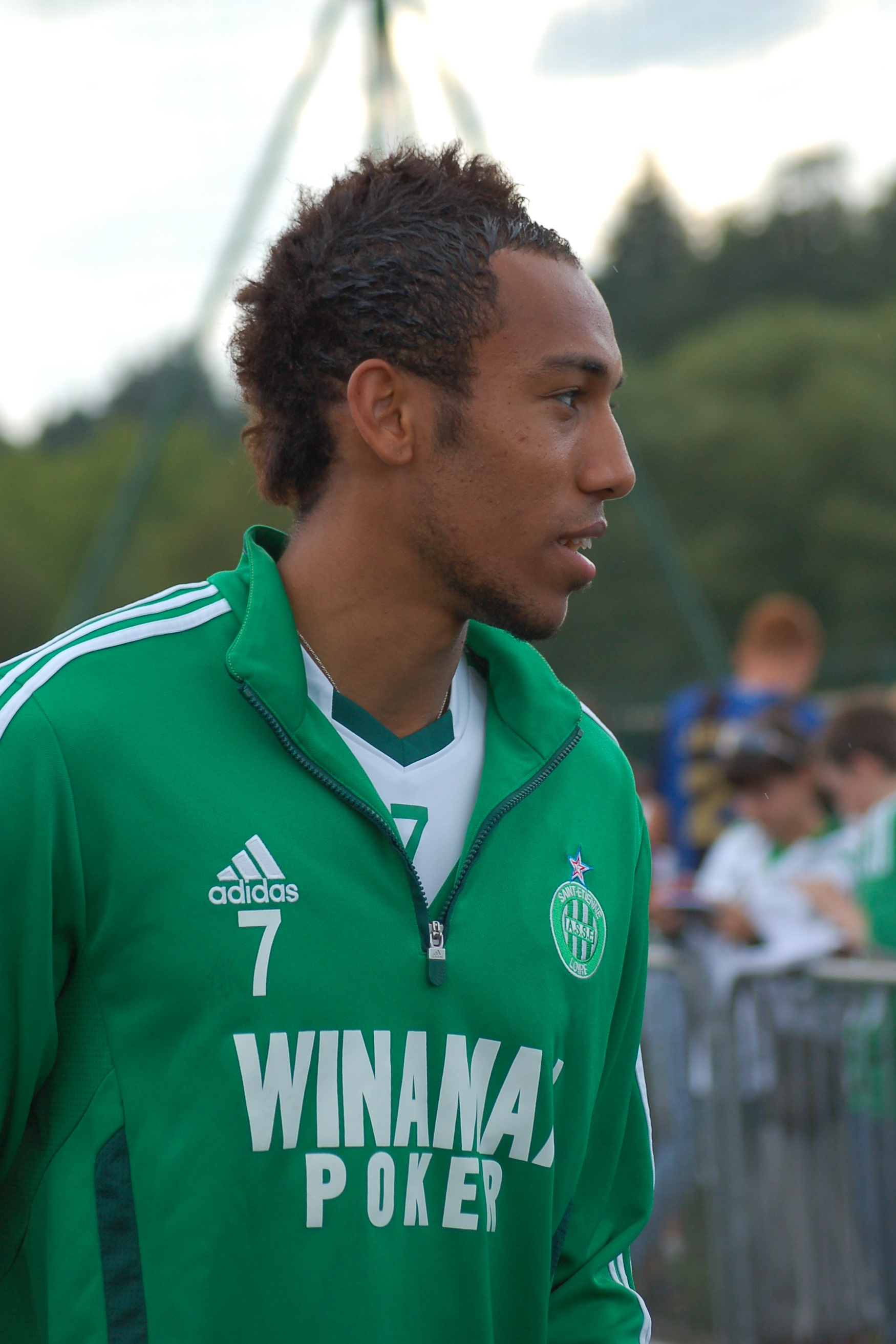
Pierre-Emerick Aubameyang avec l'AS Saint-Étienne.

Il est de nouveau prêté à l'AS Saint-Étienne le 11 juillet 2011 pour une année avec option d'achat par l'AC Milan. Dès son premier match de la saison 2011-2012, le 7 août 2011, il marque un but contre les Girondins de Bordeaux. Il participe ainsi à la victoire de son équipe par deux buts à un ce jour-là. Le 22 décembre 2011, le buteur gabonais signe un contrat de quatre ans avec l'ASSE qui le lie alors jusqu'en 2016 avec ce club. Jusqu'en février 2012, sur dix buts inscrits par Aubameyang en championnat avec l'ASSE , sept l'avaient été à l'extérieur. Il n'avait marqué que deux buts à Geoffroy-Guichard mais hors championnat, en Coupe de la Ligue. Il rompt cette malédiction le 22 février 2012 lors de la réception de Lorient, en inscrivant un triplé, offrant la victoire à son club (4-2). Il s'agit du premier triplé de sa carrière ; il garde d'ailleurs le ballon du match comme souvenir. Le 10 mars 2012 lors du match contre Valenciennes, il inscrit un nouveau but qui permet à l'AS Saint-Étienne de se retrouver à la 4e place de la Ligue 1, à un point du podium. Il termine la saison 2011-2012 avec un total de 16 buts en 36 matchs, après avoir marqué lors de la dernière journée contre Bordeaux, égalant par la même occasion le record de Bafétimbi Gomis (16 buts en 35 matchs), meilleur total depuis plus de 30 ans. Cependant en ce qui concerne le temps de jeu, il reste loin derrière le Brésilien Alex Dias, qui avait marqué 15 buts en 27 matchs lors de la saison 1999-2000. Aubameyang termine également meilleur passeur du club lors de cette saison, avec 6 passes décisives. L'AS Saint-Étienne de Christophe Galtier termine à la 7e place, passant tout près d'une qualification en coupe d'Europe.
Lors de la saison 2012-2013, Aubameyang inscrit un doublé lors de la troisième rencontre, tout en étant impliqué sur tous les buts de son équipe, lors d'une victoire 4-0 face à Brest. Grâce à sa performance, Aubameyang figure dans l'équipe-type de la 3e journée selon L'Équipe. Lors de la quatrième journée, Aubameyang marque le deuxième but des « Verts » à Bastia. Saint-Étienne s'impose 3-0 et met fin à longue série d'invincibilité des Corses à Furiani. Lors de la sixième journée Aubameyang ouvre le score sur la pelouse de Montpellier, les Stéphanois se font rejoindre en fin de match, 1-1 au coup de sifflet final. Aubameyang marque à nouveau lors de la suivante d'une frappe extérieure du pied en face à face avec le gardien nancéien. Les « Verts » s'imposent 4-0. Face au Stade rennais, les Stéphanois s'imposent 2-0 avec un nouveau but de Aubameyang, qui pour célébrer son but sort un masque de Spider-Man pour rendre hommage à Jérémie Janot, le gardien emblématique de l'ASSE, qui venait de quitter le club. Les « Verts » se déplacent à Paris, alors invaincu en Ligue 1, pour la onzième journée. Aubameyang rentre en jeu en début de seconde période et provoque un but contre son camp de Sakho, avant de doubler la mise et de permettre à son équipe de l'emporter. Aubameyang marque à nouveau contre Troyes pour une victoire 2-0 et offre deux passes décisives à son coéquipier Max-Alain Gradel sur la pelouse d'Évian. Après environ deux mois sans marquer de but, Aubameyang inscrit un nouveau but contre Bastia (3-0) et offre une passe décisive à Josuha Guilavogui. Il est le symbole de la renaissance des Verts, qui passent de la onzième à la cinquième place lors de la phase retour, et remportent la Coupe de la Ligue en avril 2013. Aubameyang est auteur de la passe décisive pour le Brésilien Brandao en finale. Deuxième meilleur buteur de Ligue 1 derrière Ibrahimović, il attire l'attention de nombreux clubs tels que Manchester United, Manchester City, Newcastle ou encore Schalke 04. En accord avec le club, qui lui accorde un bon de sortie en fin de saison, Aubameyang choisit toutefois de finir la saison avec les Verts.
En décembre 2019, l'AS Saint-Étienne le désignera dans son onze idéal des années 2010, de même que le magazine France Football quelques jours plus tard. En 2022, le magazine So Foot le classe dans le top 1000 des meilleurs joueurs du championnat de France, à la 499e place.

#### Borussia Dortmund (2013-2018)

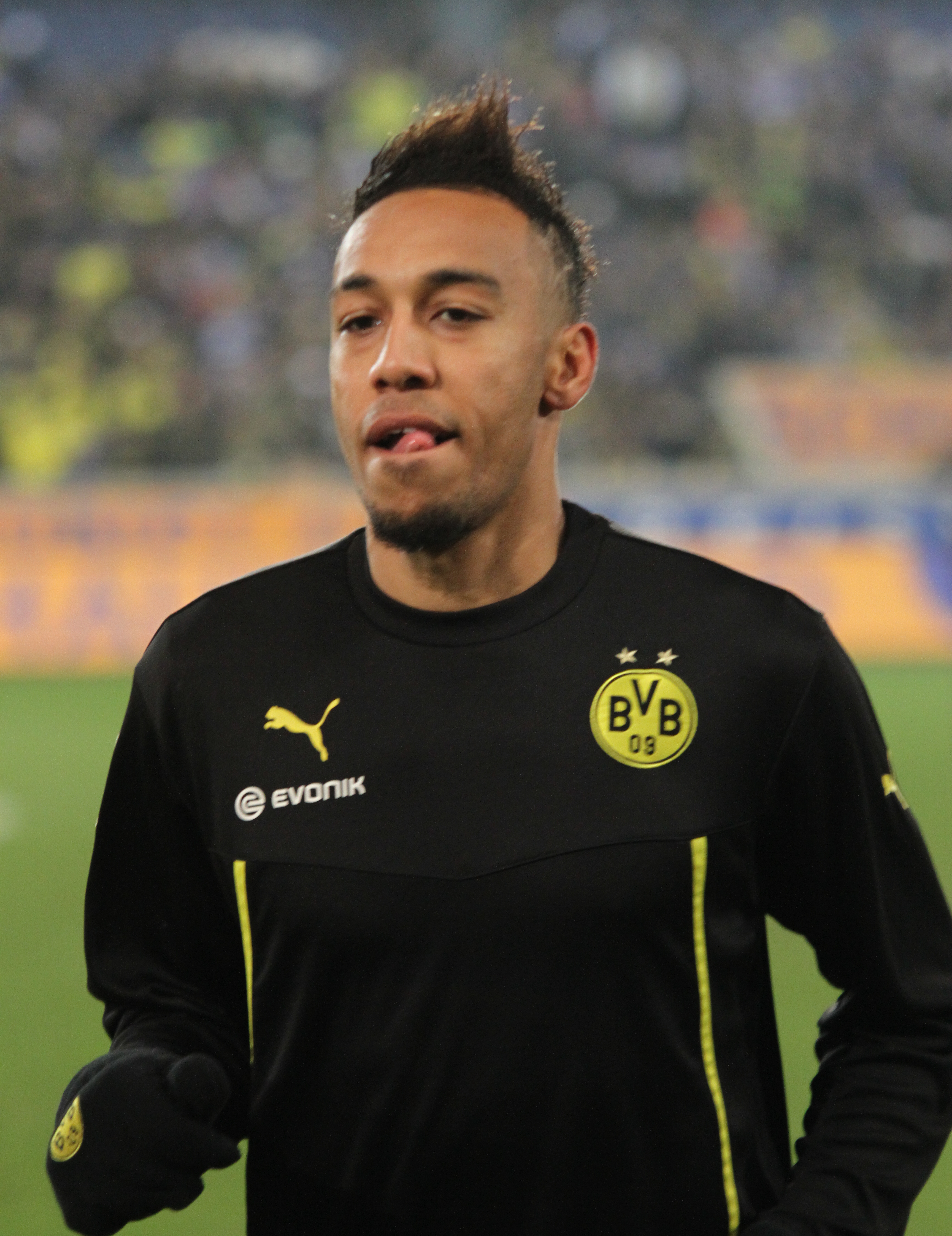
Pierre-Emerick Aubameyang avec le Borussia Dortmund.

Le 4 juillet 2013, Pierre-Emerick Aubameyang signe un contrat de cinq ans avec le Borussia Dortmund, récent finaliste de la Ligue des champions, pour un transfert estimé à 13 millions d'euros plus des bonus. Il dispute son 1er match avec le club allemand le 13 juillet en amical contre Bursaspor et marque son premier but durant le match.
Lors de la 1re journée de Bundesliga, le 10 août 2013, Aubameyang est titulaire et inscrit un triplé contre Augsbourg. L'ancien attaquant de l'AS Saint-Étienne devient le sixième joueur de l'histoire du Championnat d'Allemagne à marquer 3 buts dès son 1er match et le 1er africain. Le 26 novembre 2013, face à Naples en Ligue des champions, il inscrit son 1er but dans la compétition pour une victoire 3-1 des Allemands. Le Borussia finit 2e de Bundesliga cette saison-là avec 71 points, derrière le Bayern Munich. Aubameyang termine sa 1re saison au Borussia avec 16 buts et 5 passes décisives en 48 matchs toutes compétitions confondues.
Le début de saison 2014-15 du BVB est compliqué. À la suite du départ de Robert Lewandowski, le club recrute Ciro Immobile pour le remplacer, mais l'Italien peine à réaliser des performances, avec seulement 3 buts inscrits. Le club se retrouve relégable à mi-saison, avec 15 points en 17 journées, et Aubameyang ne compte alors que 5 buts à son actif. Le Gabonais est installé à la pointe de l'attaque pour la 2e partie de saison et termine finalement avec 16 buts et 6 passes décisives en championnat, et 25 buts et 10 passes toutes compétitions confondues. Le Borussia termine la saison à la 7e place en Bundesliga, les supporters du club nomment Aubameyang meilleur joueur de la saison. Le 31 juillet 2015, Aubameyang prolonge son contrat avec Dortmund de deux saisons, soit jusqu'en 2020.
Le début de saison saison 2015-16 d'Aubameyang est excellent. En effet, il compte 18 buts et quatre passes décisives à la trêve en Bundesliga. Il inscrit un triplé lors de la 3e journée de Ligue Europa sur la pelouse de Qäbälä et récidive trois jours plus tard à domicile cette fois, avec trois nouveaux buts face à Augsbourg lors de la 10e journée de Bundesliga.
En octobre, Aubameyang déclare au micro de la BBC qu'il rêve depuis toujours de jouer en Espagne ; « Après ce contrat, j'ai ce rêve de jouer en Espagne. J'espère que cela se produira, mais quand ? Je ne sais pas. Beaucoup de gens pensent que la Premier League serait bien pour moi, mais ma mère est espagnole et j'ai vraiment ce rêve de jouer là-bas ». Grâce aux excellentes performances livrées par le joueur lors de la saison 2015-2016, il pourrait voir son rêve se réaliser puisqu’il serait convoité par le FC Barcelone et le Real Madrid. Pierre-Emerick Aubameyang termine sa saison 2015/2016 2e au classement des buteurs du championnat avec 25 buts.
La saison suivante, il remporte la coupe d'Allemagne avec le Borussia, et termine meilleur buteur de la Bundesliga avec 31 buts. En juin 2017, le club allemand est ouvert à un départ d'Aubameyang en cas d'offre d'achat du joueur d'un montant de 80 millions d'euros. Le joueur susciterait l'intérêt du PSG ou de clubs chinois, sans que cela se concrétise. Le 7 août, Aubameyang clarifie ce qui c'était passé lors de ce mercato confirmant alors qu'il y a bien eu une offre chinoise, refusée par le Borussia, mais surtout confirmant qu'il reste cette saison au sein du club allemand.

#### Arsenal FC (2018-2022)
Le 31 janvier 2018, lors du dernier jour du mercato hivernal, Aubameyang s'engage en faveur d'Arsenal pour un contrat de trois ans et demi et un transfert estimé à 63 millions d'euros, faisant ainsi du Gabonais la recrue la plus chère de l'histoire du club londonien,. Il porte à Arsenal le numéro 14.

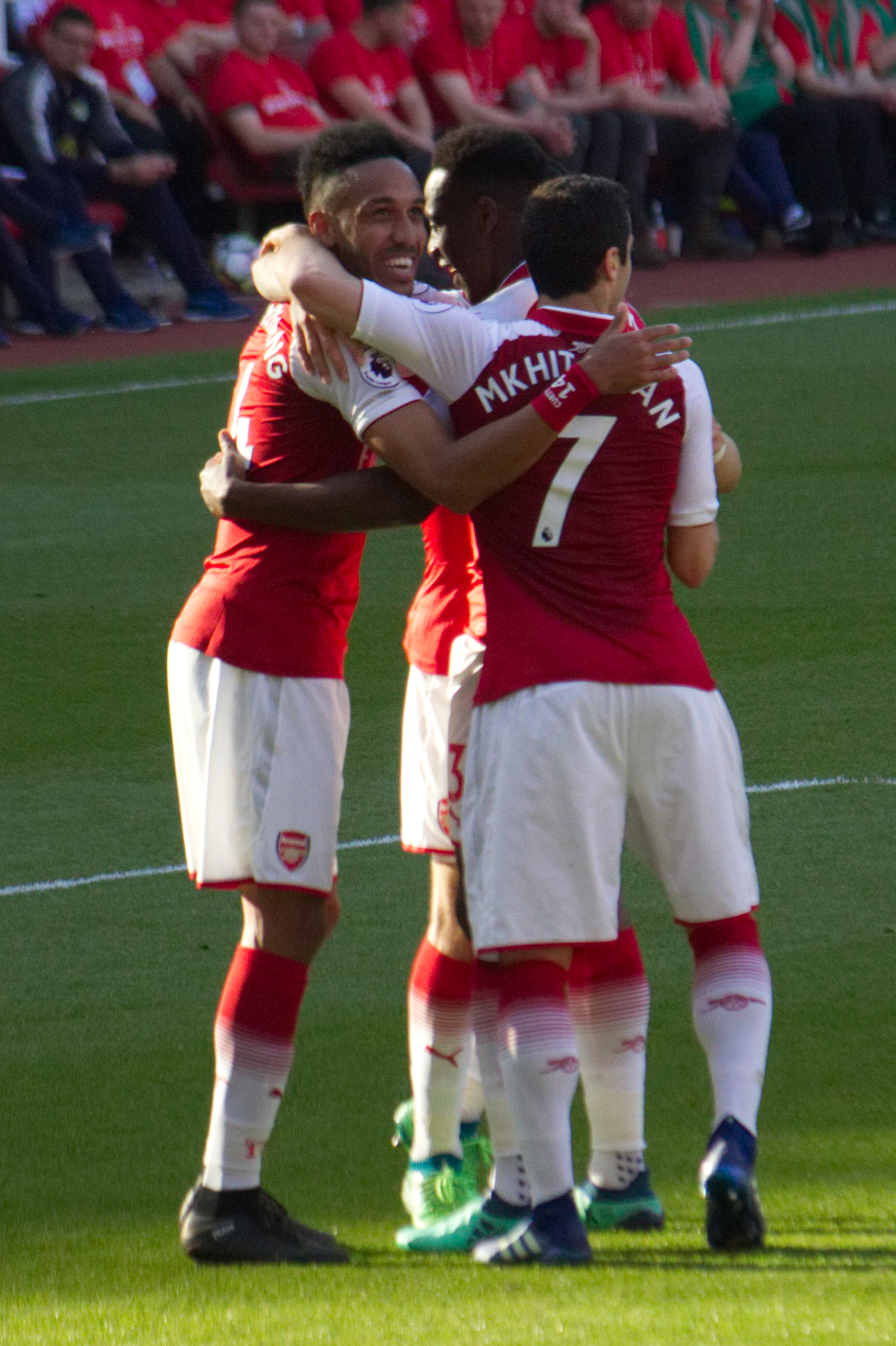
Aubameyang (à gauche) célébrant un but pour le dernier match d'Arsène Wenger à domicile, le 6 mai 2018.

Il marque dès son premier match sous ses nouvelles couleurs le 3 février 2018, à la réception d'une passe de son ancien coéquipier du Borussia Dortmund Henrikh Mkhitaryan, et complète la large victoire des Gunners à domicile face à Everton en Premier League (5-1). Il réalise une demi-saison de bonne facture sur le plan personnel avec son nouveau club, avec 10 buts en 14 matchs toutes compétitions confondues. Arsenal termine à la sixième place en Premier League et dispute la Ligue Europa la saison suivante.
La saison 2018-19 est particulière pour les Gunners. En effet, il s'agit de la première sans Arsène Wenger sur le banc, l'entraîneur mythique depuis 22 ans ayant annoncé son départ en mai 2018. L'Alsacien est remplacé par l'Espagnol Unai Emery, qui vient de quitter le Paris SG. Le championnat commence mal avec deux défaites inaugurales à domicile face à Manchester City et à Chelsea. Arsenal enchaîne par la suite une série de 10 victoires consécutives, contre des adversaires plus modestes, Aubameyang réussit à marquer huit buts durant cette période, dont deux doublés consécutifs face à Fulham et Leicester. Le Gabonais forme avec Alexandre Lacazette un duo redoutable. En fin de saison, sur la pelouse de Burnley, Aubameyang inscrit un doublé qui lui permet d'être sacré meilleur buteur de Premier League avec 22 réalisations, à égalité avec Mohamed Salah et Sadio Mané. Il devient ainsi le premier joueur à terminer meilleur buteur en Bundesliga et en Premier League. Arsenal finit à la 6e place en championnat, manquant de nouveau la qualification en Ligue des champions, et s'incline face à Chelsea en finale de la Ligue Europa (1-4). Sur le plan personnel, le Gabonais termine meilleur buteur du club, avec 31 buts et 8 passes décisives en 51 matchs toutes compétitions confondues.
Lors de la saison 2019-2020, à la suite du départ de Laurent Koscielny, Unai Emery nomme Granit Xhaka comme nouveau capitaine d'Arsenal ; Aubameyang faisant partie des 4 vices-capitaines. Pris à partie par ses propres supporters, le milieu défensif suisse se laisse aller à un mouvement d’humeur lors de son remplacement face à Crystal Palace. Celui-ci voit le technicien espagnol lui retirer le brassard de capitaine, qui revient ainsi à Aubameyang. En septembre 2020, Aubameyang annonce une extension de son contrat avec Arsenal. La date de fin de contrat n'est pas indiquée, des médias anglais l'estiment à 2023.
En avril 2021, il annonce sur ses réseaux sociaux qu'il a contracté la malaria et a passé quelques jours à l'hôpital à son retour du Gabon où il s'était rendu pour disputer un match avec la sélection nationale.
Aubameyang vit un début de saison 2021-22 difficile, subissant de nombreuses critiques pour son manque d'adresse devant le but, déjà remarquée la saison précédente. En décembre 2021, il est écarté du groupe pour un match de championnat puis le club décide de lui retirer son brassard de capitaine quelques jours plus tard en raison d'une « infraction disciplinaire », une absence à un entraînement à la suite d'un retour de voyage, et il se voit écarté du match suivant par Mikel Arteta,. Déjà puni par son club en début d'année pour problème disciplinaire, l'avenir du Gabonais chez les Gunners se complique alors que le mercato hivernal approche malgré le fait que son entraîneur réfute un éventuel départ.
Le dernier jour du mercato hivernal, il est transféré au FC Barcelone.

#### FC Barcelone (2022)
Pierre-Emerick Aubameyang signe le 2 février 2022 au FC Barcelone après avoir résilié son contrat avec Arsenal. Il rejoint donc librement le club catalan,.
Il se fait remarquer le 20 février 2022 en réalisant un triplé contre le Valence CF, en championnat. Il s'agit de ses trois premiers buts pour Barcelone, et il contribue ainsi à la victoire de son équipe par quatre buts à un. Aubameyang est par ailleurs nommé homme du match pour cette performance,. Le 20 mars 2022, Aubameyang réalise un doublé face au Real Madrid, lors d'une rencontre de championnat. Titulaire, il délivre également une passe décisive pour Ferran Torres en plus de ses deux buts, et participe à la victoire de son équipe par quatre buts à zéro.
Le lundi 29 Août 2022, les médias annoncent que le joueur a été victime d'un vol avec violence à son domicile à Barcelone. Le Gabonais se serait fait voler des bijoux puis violenter avec une barre de fer devant ses enfants. Sa femme aurait aussi été victime des deux voleurs. Malgré la douleur et quelques blessures, le joueur et sa famille s'en sortent sains et saufs. L'événement intervient alors qu'une rumeur de transfert l'envoyant au Chelsea FC bat son plein.

#### Chelsea FC (2022-2023)
Le 1er septembre 2022 Pierre-Emerick Aubameyang effectue son retour à Londres pour un montant de 12 millions d'euros à la clé. Huit mois après avoir quitté la Premier League, l'attaquant de 33 ans s'engage avec les Blues de Chelsea. Il signe un contrat pour les 2 prochaines années et hérite du numéro 9 laissé par Romelu Lukaku.
Aubameyang inscrit son premier but pour Chelsea le 1er octobre 2022, lors d'une rencontre de Premier League face à Crystal Palace. Titularisé, il marque le but égalisateur et son équipe s'impose (1-2 score final),.

#### Olympique de Marseille (2023-2024)
A l'été 2023 l'OM flaire le bon coup. A l’époque, c’est le directeur du football Javier Ribalta qui mène les négociations. Lui et Pablo Longoria sont convaincus que « PEA » est capable de retrouver rapidement son efficacité entrevue à Barcelone un an plus tôt, avec 13 buts en 20 matchs. L’OM veut un attaquant expérimenté pour jouer la Ligue des champions, un joueur capable de prendre la profondeur pour coller au style de jeu de Marcelino. Et l’OM considère Aubameyang comme une grande opportunité. L'ancien buteur de l’ASSE est plutôt enthousiaste à l’idée de signer à l’OM, mais le convaincre définitivement ne sera pas pour autant une partie de plaisir. Le club olympien lui offrira des conditions salariales intéressantes, au cœur d’un projet sportif et d’un retour en France qui motivent le joueur. Mais Aubameyang s’était aussi promis que ses prochaines aventures se dérouleraient… dans une ville sûre et tranquille. Or, la réputation de Marseille peut parfois inquiéter. Surtout qu'Aubameyang avait vécu une intrusion violente à son domicile – en août 2022 - lors de son expérience à Barcelone. L’OM prendra ce dossier très au sérieux et parviendra – à force de dialogue et de garanties en termes de sécurité - à rassurer le joueur. Preuve d’une volonté farouche du club de le faire signer.
Le 21 juillet 2023, Aubameyang rejoint l'Olympique de Marseille.
Assez vite critiqué par les supporters pour ses performances décevantes en Ligue 1 et souvent comparé à Alexis Sanchez, star de Marseille version 2022/2023, Aubameyang répond pourtant présent en barrage de Ligue des Champions contre le Panathinaïkos puis tout au long de la phase de poule de Ligue Europa. Le 14 novembre, lors d'une interview accordée à RMC Sport, le président olympien Pablo Longoria tient à afficher tout son soutien à Aubameyang, alors que ce dernier ne comptabilisait qu’un seul but en L1 : « Pierre-Emerick est un joueur de niveau international », avait confié Longoria. « Et je suis sûr qu’on retrouvera le même Aubameyang que l’on a vu à Barcelone. Je suis confiant car je vois son travail au quotidien et son niveau d’engagement. » Le Gabonais, malgré une campagne européenne satisfaisante avec l'OM, vivra tout de même une première partie de saison compliqué, marqué par un changement d'entraineur (Marcelino quittera l'OM en tout début de saison avec fracas, remplacé par l'italien Gennaro Gattuso). Il inscrira 5 buts en ligue 1 dans ses 17 premiers matchs.
L'année 2024 commence bien pour l'OM et Aubameyang, buteur contre Thionville à l'occasion des 32èmes de finale de Coupe de France. L'OM se plonge cependant peu après dans une deuxième crise, successive à celle survenue en début de saison, qui avait entraîné le départ de Marcelino. En panne de résultats en ce début d'année, l'OM s'enlise dans le classement. Aubameyang reste toutefois performant. Le 22 février 2024, à l'occasion du barrage retour de la phase à élimination directe face au Chakhtar Donetsk, il signe son 7ème but de la saison dans cette compétition et devient à cette occasion le meilleur buteur de l'histoire de la Ligue Europa, tours de qualifications non-compris, avec 31 buts inscrits. Quelques jours plus tard, après une contre performance à Brest (0-1), Gennaro Gattuso, alors entraîneur de l'Olympique de Marseille, est démis de ses fonctions, admettant ne plus savoir comment relancer son équipe.
Aubameyang, déjà très performant en Europa League depuis le début de la saison et globalement impactant en championnat enchaîne alors les buts, à la suite du départ de Gattuso et de l'arrivée de Jean Louis Gasset. Dès son arrivée, Jean-Louis Gasset fait le maximum pour utiliser au mieux celui qu’il considère comme « LE » joueur de son effectif, l’homme autour duquel il doit construire son équipe. Gasset est là « pour 100 jours », comme il aime le répéter, et il n’avait pas de temps à perdre. L’entraîneur de l’OM dialogue avec Aubameyang, mais prend ausso son téléphone pour contacter certains de ses anciens entraîneurs, ou d’autres acteurs du foot qui ont côtoyé de près le Gabonais. Le coach olympien souhaite tout savoir de son attaquant, comment le mettre à l’aise et l’utiliser au mieux sur le terrain. Ce souci de vouloir mettre en valeur Aubameyang compte alors beaucoup aux yeux du joueur, totalement épanoui, même radieux, depuis la nomination de Gasset.
Sous les ordres de l'expérimenté français, il participe grandement à la qualification de son équipe en huitième de finales de Ligue Europa. Déjà décisif à l'aller, Aubameyang offre une première victoire à Jean Louis Gasset à l'OM au retour (3-1). Il enchaine ensuite les buts à Montpellier (4-1), Clermont (5-1) puis se revèle plus qu'impactant dans la grosse victoire marseillaise contre Villareal en huitièmes de finale aller d'Europa League (4-0), signant un grand pas vers la qualification en quarts de finale. Aubameyang, flamboyant, enchaine quelques jours après contre Nantes (2-0). Il signe alors un doublé.

#### Al-Qadsiah FC (2024-2025)
En juillet 2024, Aubameyang rejoint Al-Qadsiah FC pour deux saisons et découvre la Saudi Pro League. L'indemnité de transfert est estimée à 10 millions d'euros, le joueur percevant 20 millions d'euros par an.
Le 27 janvier 2025, Aubameyang se fait remarquer en réalisant son premier doublé pour le club, contre Al-Hilal SFC en championnat. Il permet ainsi à son équipe de s'imposer (2-1 score final). Son contrat est résilié en juillet 2025.

#### Olympique de Marseille (depuis 2025)
Le 31 juillet 2025, Aubameyang fait son retour à l'Olympique de Marseille avec un contrat de deux saisons.

### Équipe du Gabon

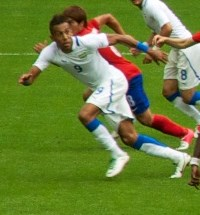
Aubameyang avec le Gabon aux JO de 2012.

Convoité un temps par la France, il joue en espoir le match Tunisie - France, mais choisit finalement de rejoindre le Gabon.
Il fait des débuts explosifs avec sa sélection, en inscrivant un but lors du match Maroc - Gabon remporté 2-1 le 28 mars 2009. Lors de la CAN 2012 organisée dans son pays, il s'illustre sur le flanc droit par sa technique et sa capacité à se montrer décisif. Il ouvre le score contre le Niger et contre le Maroc lors des deux premiers matches de poule. En quart de finale contre le Mali, il délivre une passe décisive à Éric Mouloungui et permet à son équipe de mener 1-0. Le Mali égalise à la fin du temps réglementaire, les prolongations ne donnent rien, et lors de la séance de tirs au but, Aubameyang devient le héros malheureux de son équipe et manque son tir au but. L'équipe du Gabon s'incline alors 5-4.
En 2012, Aubameyang participe aux Jeux olympiques de Londres avec la sélection gabonaise olympique. Lors du 1er match du tournoi, il inscrit le but égalisateur face à la Suisse. (score final 1-1). Le Gabon est éliminé par la suite à l'issue de la phase de poules.
Le 14 octobre 2012, le Gabon échoue à valider son billet pour la CAN 2013 lors de leur double confrontation face au Togo en étant défait à Lomé 2-1 au bout d'un match intense (Match aller: 1-1). Malgré une bonne prestation globale ponctué d'un but, le Gabon ne parvient pas à marquer le but nécessaire à sa qualification.
Le 15 juin 2013, Aubameyang marque à trois reprises sur penalty contre l'équipe du Niger.
En 2014, le sélectionneur Jorge Costa le nomme nouveau capitaine de la sélection.
À la CAN 2015, il porte le brassard de capitaine de l'équipe gabonaise. Durant le premier match face au Burkina Faso, il ouvre le score pour son équipe qui remporte le rencontre (2-0). Cependant le Gabon est éliminé dès le premier tour et finit troisième de son groupe en raison des défaites face au Congo (0-1) puis face à la Guinée équatoriale (0-2). Le Gabon est également éliminé au premier tour de la CAN 2017 qu'elle organise, après trois matchs nuls consécutifs contre la Guinée Bissau, le Cameroun et le Burkina Faso, et ce malgré deux réalisations d'Aubameyang lors de la phase de poule.
Le 18 mai 2022, il annonce sa retraite internationale après 73 sélections et 30 buts marqués, à la suite d'une polémique éclatant lors de la CAN au Cameroun.
Le 17 mai 2023, soit un an après l'annonce de sa retraite internationale, il annonce être de nouveau disponible pour la sélection nationale, convaincu de revenir après une discussion avec le président Ali Bongo.

## Statistiques

### En club
| Saison                | Club                    | Championnat           | Championnat | Championnat | Championnat | Coupe nationale | Coupe nationale | Coupe nationale | Coupe de la Ligue | Coupe de la Ligue | Coupe de la Ligue | Supercoupe | Supercoupe | Supercoupe | Compétition(s) continentale(s) | Compétition(s) continentale(s) | Compétition(s) continentale(s) | Compétition(s) continentale(s) | Total | Total | Total |
| Saison                | Club                    | Division              | M.          | B.          | P.d.        | M.              | B.              | P.d.            | M.                | B.                | P.d.              | M.         | B.         | P.d.       | Comp.                          | M.                             | B.                             | P.d.                           | M.    | B.    | P.d.  |
| 2007-2008             | AC Milan                | Serie A               | -           | -           | -           | 0               | 0               | 0               | -                 | -                 | -                 | -          | -          | -          | -                              | -                              | -                              | -                              | 0     | 0     | 0     |
| 2008-2009             | Dijon FCO (prêt)        | Ligue 2               | 34          | 8           | 2           | 4               | 2               | 0               | 1                 | 0                 | 0                 | -          | -          | -          | -                              | -                              | -                              | -                              | 39    | 10    | 2     |
| 2009-2010             | Lille OSC (prêt)        | Ligue 1               | 14          | 2           | 0           | -               | -               | -               | 1                 | 0                 | 0                 | -          | -          | -          | C3                             | 9                              | 0                              | 2                              | 24    | 2     | 2     |
| 2010-2011             | AS Monaco FC (prêt)     | Ligue 1               | 19          | 2           | 3           | 1               | 0               | 0               | 3                 | 0                 | 0                 | -          | -          | -          | -                              | -                              | -                              | -                              | 23    | 2     | 3     |
| 2010-2011             | AS Saint-Étienne (prêt) | Ligue 1               | 14          | 2           | 0           | 0               | 0               | 0               | -                 | -                 | -                 | -          | -          | -          | -                              | -                              | -                              | -                              | 14    | 2     | 0     |
| 2011-2012             | AS Saint-Étienne (prêt) | Ligue 1               | 36          | 16          | 6           | 0               | 0               | 0               | 2                 | 2                 | 0                 | -          | -          | -          | -                              | -                              | -                              | -                              | 38    | 18    | 6     |
| 2012-2013             | AS Saint-Étienne        | Ligue 1               | 37          | 19          | 8           | 4               | 2               | 0               | 4                 | 0                 | 1                 | -          | -          | -          | -                              | -                              | -                              | -                              | 45    | 21    | 9     |
| Sous-total            | Sous-total              | Sous-total            | 87          | 37          | 14          | 4               | 2               | 0               | 6                 | 2                 | 1                 | -          | -          | -          | -                              | -                              | -                              | -                              | 97    | 41    | 15    |
| 2013-2014             | Borussia Dortmund       | Bundesliga            | 32          | 13          | 4           | 6               | 2               | 0               | -                 | -                 | -                 | 1          | 0          | 1          | C1                             | 9                              | 1                              | 0                              | 48    | 16    | 5     |
| 2014-2015             | Borussia Dortmund       | Bundesliga            | 33          | 16          | 7           | 4               | 5               | 1               | -                 | -                 | -                 | 1          | 1          | 1          | C1                             | 8                              | 3                              | 2                              | 46    | 25    | 11    |
| 2015-2016             | Borussia Dortmund       | Bundesliga            | 31          | 25          | 5           | 4               | 3               | 2               | -                 | -                 | -                 | -          | -          | -          | C3                             | 14                             | 11                             | 3                              | 49    | 39    | 10    |
| 2016-2017             | Borussia Dortmund       | Bundesliga            | 32          | 31          | 2           | 4               | 2               | 2               | -                 | -                 | -                 | 1          | 0          | 0          | C1                             | 9                              | 7                              | 1                              | 46    | 40    | 5     |
| 2017-2018             | Borussia Dortmund       | Bundesliga            | 16          | 13          | 3           | 1               | 3               | 0               | -                 | -                 | -                 | 1          | 1          | 0          | C1                             | 6                              | 4                              | 0                              | 24    | 21    | 3     |
| Sous-total            | Sous-total              | Sous-total            | 144         | 98          | 21          | 19              | 15              | 5               | -                 | -                 | -                 | 4          | 2          | 2          | -                              | 46                             | 26                             | 6                              | 213   | 141   | 34    |
| 2017-2018             | Arsenal FC              | P. League             | 13          | 10          | 4           | -               | -               | -               | 1                 | 0                 | 0                 | -          | -          | -          | -                              | -                              | -                              | -                              | 14    | 10    | 4     |
| 2018-2019             | Arsenal FC              | P. League             | 36          | 22          | 5           | 1               | 1               | 0               | 2                 | 0                 | 0                 | -          | -          | -          | C3                             | 12                             | 8                              | 3                              | 51    | 31    | 8     |
| 2019-2020             | Arsenal FC              | P. League             | 36          | 22          | 4           | 2               | 4               | 0               | -                 | -                 | -                 | -          | -          | -          | C3                             | 6                              | 3                              | 0                              | 44    | 29    | 4     |
| 2020-2021             | Arsenal FC              | P. League             | 29          | 10          | 3           | 1               | 1               | 0               | -                 | -                 | -                 | 1          | 1          | 0          | C3                             | 8                              | 3                              | 1                              | 39    | 15    | 4     |
| 2021-2022             | Arsenal FC              | P. League             | 14          | 4           | 1           | -               | -               | -               | 1                 | 3                 | 1                 | -          | -          | -          | -                              | -                              | -                              | -                              | 15    | 7     | 2     |
| Sous-total            | Sous-total              | Sous-total            | 128         | 68          | 16          | 4               | 6               | 0               | 4                 | 3                 | 1                 | 1          | 1          | 0          | -                              | 26                             | 14                             | 4                              | 163   | 92    | 21    |
| 2021-2022             | FC Barcelone            | Liga                  | 17          | 11          | 1           | -               | -               | -               | -                 | -                 | -                 | -          | -          | -          | C3                             | 6                              | 2                              | 0                              | 23    | 13    | 1     |
| 2022-2023             | FC Barcelone            | Liga                  | 1           | 0           | 0           | -               | -               | -               | -                 | -                 | -                 | -          | -          | -          | -                              | -                              | -                              | -                              | 1     | 0     | 0     |
| Sous-total            | Sous-total              | Sous-total            | 18          | 11          | 1           | -               | -               | -               | -                 | -                 | -                 | -          | -          | -          | -                              | 6                              | 2                              | 0                              | 24    | 13    | 1     |
| 2022-2023             | Chelsea FC              | P. League             | 15          | 1           | 0           | -               | -               | -               | -                 | -                 | -                 | -          | -          | -          | C1                             | 6                              | 2                              | 2                              | 21    | 3     | 2     |
| 2023-2024             | Olympique de Marseille  | Ligue 1               | 34          | 17          | 8           | 2               | 1               | 0               | -                 | -                 | -                 | -          | -          | -          | C1+C3                          | 2+13                           | 2+10                           | 0+3                            | 51    | 30    | 11    |
| 2024-2025             | Al-Qadsiah FC           | Pro League            | 32          | 17          | 3           | 4               | 4               | 0               | -                 | -                 | -                 | -          | -          | -          | -                              | -                              | -                              | -                              | 36    | 21    | 3     |
| 2025-2026             | Olympique de Marseille  | Ligue 1               | 1           | 0           | 0           | -               | -               | -               | -                 | -                 | -                 | -          | -          | -          | C1                             | -                              | -                              | -                              | 1     | 0     | 0     |
| Total sur la carrière | Total sur la carrière   | Total sur la carrière | 526         | 261         | 68          | 38              | 30              | 5               | 15                | 5                 | 2                 | 5          | 3          | 2          | -                              | 108                            | 56                             | 17                             | 692   | 355   | 94    |

### En équipe nationale
| Saison                | Sélection             | Phases finales        | Phases finales | Phases finales | Phases finales | Éliminatoires CDM | Éliminatoires CDM | Éliminatoires CDM | Éliminatoires CAN | Éliminatoires CAN | Éliminatoires CAN | Matchs amicaux | Matchs amicaux | Matchs amicaux | Total | Total | Total |
| Saison                | Sélection             | Compétition           | M              | B              | Pd             | M                 | B                 | Pd                | M                 | B                 | Pd                | M              | B              | Pd             | M     | B     | Pd    |
| --------------------- | --------------------- | --------------------- | -------------- | -------------- | -------------- | ----------------- | ----------------- | ----------------- | ----------------- | ----------------- | ----------------- | -------------- | -------------- | -------------- | ----- | ----- | ----- |
| 2008-2009             | Gabon                 | -                     | -              | -              | -              | 2                 | 1                 | 0                 | -                 | -                 | -                 | -              | -              | -              | 2     | 1     | 0     |
| 2009-2010             | Gabon                 | CAN 2010              | 3              | 0              | 1              | 4                 | 0                 | 0                 | -                 | -                 | -                 | 3              | 2              | 0              | 10    | 2     | 1     |
| 2010-2011             | Gabon                 | -                     | -              | -              | -              | -                 | -                 | -                 | -                 | -                 | -                 | 7              | 2              | 0              | 7     | 2     | 0     |
| 2011-2012             | Gabon                 | CAN 2012              | 4              | 3              | 2              | 1                 | 0                 | 0                 | -                 | -                 | -                 | 4              | 0              | 0              | 9     | 3     | 2     |
| 2012-2013             | Gabon                 | -                     | -              | -              | -              | 3                 | 3                 | 0                 | 2                 | 1                 | 0                 | -              | -              | -              | 5     | 4     | 0     |
| 2013-2014             | Gabon                 | -                     | -              | -              | -              | 1                 | 0                 | 0                 | -                 | -                 | -                 | -              | -              | -              | 1     | 0     | 0     |
| 2014-2015             | Gabon                 | CAN 2015              | 3              | 1              | 0              | -                 | -                 | -                 | 4                 | 2                 | 1                 | 3              | 2              | 0              | 10    | 5     | 1     |
| 2015-2016             | Gabon                 | -                     | -              | -              | -              | 1                 | 0                 | 1                 | -                 | -                 | -                 | 4              | 3              | 1              | 5     | 3     | 2     |
| 2016-2017             | Gabon                 | CAN 2017              | 3              | 2              | 0              | 2                 | 0                 | 0                 | -                 | -                 | -                 | 1              | 1              | 0              | 6     | 3     | 0     |
| 2017-2018             | Gabon                 | -                     | -              | -              | -              | 1                 | 0                 | 0                 | -                 | -                 | -                 | -              | -              | -              | 1     | 0     | 0     |
| 2018-2019             | Gabon                 | -                     | -              | -              | -              | -                 | -                 | -                 | 3                 | 1                 | 1                 | -              | -              | -              | 3     | 1     | 1     |
| 2019-2020             | Gabon                 | -                     | -              | -              | -              | -                 | -                 | -                 | 2                 | 0                 | 1                 | 2              | 1              | 0              | 4     | 1     | 1     |
| 2020-2021             | Gabon                 | -                     | -              | -              | -              | -                 | -                 | -                 | 3                 | 2                 | 1                 | -              | -              | -              | 3     | 2     | 1     |
| 2021-2022             | Gabon                 | -                     | -              | -              | -              | 5                 | 2                 | 0                 | -                 | -                 | -                 | 2              | 1              | 0              | 7     | 3     | 0     |
| 2022-2023             | Gabon                 | -                     | -              | -              | -              | -                 | -                 | -                 | 1                 | 0                 | 0                 | -              | -              | -              | 1     | 0     | 0     |
| 2023-2024             | Gabon                 | -                     | -              | -              | -              | 2                 | 1                 | 0                 | 1                 | 0                 | 0                 | -              | -              | -              | 3     | 1     | 0     |
| 2024-2025             | Gabon                 | -                     | -              | -              | -              | 1                 | 2                 | 0                 | 3                 | 2                 | 0                 | -              | -              | -              | 4     | 4     | 0     |
| Total sur la carrière | Total sur la carrière | Total sur la carrière | 13             | 6              | 3              | 23                | 9                 | 1                 | 19                | 8                 | 4                 | 26             | 12             | 1              | 81    | 35    | 9     |

### Buts internationaux
| Buts internationaux de Pierre-Emerick Aubameyang | Buts internationaux de Pierre-Emerick Aubameyang | Buts internationaux de Pierre-Emerick Aubameyang                  | Buts internationaux de Pierre-Emerick Aubameyang | Buts internationaux de Pierre-Emerick Aubameyang | Buts internationaux de Pierre-Emerick Aubameyang | Buts internationaux de Pierre-Emerick Aubameyang |
| 0                                                | Date                                             | Lieu                                                              | Adversaire                                       | Score                                            | Résultats                                        | Compétitions                                     |
| ------------------------------------------------ | ------------------------------------------------ | ----------------------------------------------------------------- | ------------------------------------------------ | ------------------------------------------------ | ------------------------------------------------ | ------------------------------------------------ |
| 1                                                | 28 avril 2009                                    | Stade Mohamed V, Casablanca, Maroc                                | Maroc                                            | 0-1                                              | 1-2                                              | Éliminatoires Coupe du monde 2010                |
| 2                                                | 11 août 2009                                     | Stade de l'Amitié, Cotonou, Bénin                                 | Bénin                                            | 0-1                                              | 1-1                                              | Match amical                                     |
| 3                                                | 19 mai 2010                                      | Stade François-Coty, Ajaccio, France                              | Togo                                             | 2-0                                              | 3-0                                              | Match amical                                     |
| 4                                                | 11 août 2010                                     | Stade 5 juillet 1962, Alger, Algérie                              | Algérie                                          | 0-2                                              | 1-2                                              | Match amical                                     |
| 5                                                | 17 octobre 2010                                  | Stade Michel-Hidalgo, Sannois, France                             | Sénégal                                          | 1-2                                              | 1-2                                              | Match amical                                     |
| 6                                                | 23 janvier 2012                                  | Stade d'Angondjé, Libreville, Gabon                               | Niger                                            | 1-0                                              | 2-0                                              | CAN 2012                                         |
| 7                                                | 27 janvier 2012                                  | Stade d'Angondjé, Libreville, Gabon                               | Maroc                                            | 1-1                                              | 3-2                                              | CAN 2012                                         |
| 8                                                | 31 janvier 2012                                  | Stade de Franceville, Franceville, Gabon                          | Tunisie                                          | 1-0                                              | 1-0                                              | CAN 2012                                         |
| 9                                                | 14 octobre 2012                                  | Stade de Kégué, Lomé, Togo                                        | Togo                                             | 2-1                                              | 2-1                                              | Qualifications CAN 2013                          |
| 10                                               | 15 juin 2013                                     | Stade de Franceville, Franceville, Gabon                          | Niger                                            | 1-1                                              | 4-1                                              | Éliminatoires Coupe du monde 2014                |
| 11                                               | 15 juin 2013                                     | Stade de Franceville, Franceville, Gabon                          | Niger                                            | 2-1                                              | 4-1                                              | Éliminatoires Coupe du monde 2014                |
| 12                                               | 15 juin 2013                                     | Stade de Franceville, Franceville, Gabon                          | Niger                                            | 4-1                                              | 4-1                                              | Éliminatoires Coupe du monde 2014                |
| 13                                               | 11 octobre 2014                                  | Stade d'Angondjé, Libreville, Gabon                               | Burkina Faso                                     | 1-0                                              | 2-0                                              | Qualifications CAN 2015                          |
| 14                                               | 11 octobre 2014                                  | Stade d'Angondjé, Libreville, Gabon                               | Burkina Faso                                     | 2-0                                              | 2-0                                              | Qualifications CAN 2015                          |
| 15                                               | 17 janvier 2015                                  | Estadio de Bata, Bata, Guinée équatoriale                         | Burkina Faso                                     | 1-0                                              | 2-0                                              | CAN 2015                                         |
| 16                                               | 25 mars 2015                                     | Stade Pierre-Brisson, Beauvais, France                            | Mali                                             | 2-2                                              | 4-3                                              | Match amical                                     |
| 17                                               | 25 mars 2015                                     | Stade Pierre-Brisson, Beauvais, France                            | Mali                                             | 3–2                                              | 4-3                                              | Match amical                                     |
| 18                                               | 5 septembre 2015                                 | Stade d'Angondjé, Libreville, Gabon                               | Soudan                                           | 4-0                                              | 4-0                                              | Match amical                                     |
| 19                                               | 9 octobre 2015                                   | Stade olympique de Radès, Tunis                                   | Tunisie                                          | 1-1                                              | 3-3                                              | Match amical                                     |
| 20                                               | 25 mars 2016                                     | Stade de Franceville, Franceville, Gabon                          | Sierra Leone                                     | 1-0                                              | 2-1                                              | Match amical                                     |
| 21                                               | 2 septembre 2016                                 | Khartoum Stadium, Khartoum, Soudan                                | Soudan                                           | 1-1                                              | 1-2                                              | Qualifications CAN 2017                          |
| 22                                               | 14 janvier 2017                                  | Stade d'Angondjé, Libreville, Gabon                               | Guinée-Bissau                                    | 1-0                                              | 1-1                                              | CAN 2017                                         |
| 23                                               | 18 janvier 2017                                  | Stade d'Angondjé, Libreville, Gabon                               | Burkina Faso                                     | 1-1                                              | 1-1                                              | CAN 2017                                         |
| 24                                               | 8 septembre 2018                                 | Stade d'Angondjé, Libreville, Gabon                               | Burundi                                          | 1-1                                              | 1-1                                              | Qualifications CAN 2019                          |
| 25                                               | 10 octobre 2019                                  | Stade municipal, Saint-Leu-la-Forêt, France                       | Burkina Faso                                     | 1-0                                              | 1-0                                              | Match amical                                     |
| 26                                               | 12 novembre 2020                                 | Stade de Franceville, Franceville, Gabon                          | Gambie                                           | 2-0                                              | 2-1                                              | Qualifications CAN 2021                          |
| 27                                               | 25 mars 2021                                     | Stade d'Angondjé, Libreville, Gabon                               | RD Congo                                         | 3-0                                              | 3-0                                              | Qualifications CAN 2021                          |
| 28                                               | 11 octobre 2021                                  | Stade de Franceville, Franceville, Gabon                          | Angola                                           | 1-0                                              | 2-0                                              | Éliminatoires Coupe du monde 2022                |
| 29                                               | 12 novembre 2021                                 | Stade de Franceville, Franceville, Gabon                          | Libye                                            | 1-0                                              | 1-0                                              | Éliminatoires Coupe du monde 2022                |
| 30                                               | 4 janvier 2022                                   | Maktoum bin rashid al maktoum stadium, Dubaï, Emirats arabes unis | Mauritanie                                       | 1-0                                              | 1-1                                              | Match amical                                     |
| 31                                               | 11 juin 2024                                     | Stade de Franceville, Franceville, Gabon                          | Gambie                                           | 2-1                                              | 3-2                                              | Éliminatoires Coupe du monde 2026                |
| 32                                               | 6 septembre 2024                                 | Stade Adrar, Agadir, Maroc                                        | Maroc                                            | 2-1                                              | 4-1                                              | Qualifications CAN 2025                          |
| 33                                               | 10 septembre 2024                                | Stade de Franceville, Franceville, Gabon                          | Centrafrique                                     | 1-0                                              | 2-0                                              | Qualifications CAN 2025                          |
| 34                                               | 23 mars 2025                                     | Nyayo National Stadium, Nairobi, Kenya                            | Kenya                                            | 0-1                                              | 1-2                                              | Éliminatoires Coupe du monde 2026                |
| 35                                               | 23 mars 2025                                     | Nyayo National Stadium, Nairobi, Kenya                            | Kenya                                            | 0–2                                              | 1-2                                              | Éliminatoires Coupe du monde 2026                |

## Palmarès

### Palmarès collectif
| AS Saint-Étienne (1)                       | Borussia Dortmund (3) | Arsenal FC (2) | FC Barcelone (1)                                                      | Al-Qadsiah FC                                |
| ------------------------------------------ | --- | --- | --------------------------------------------------------------------- | -------------------------------------------- |
| - Coupe de la Ligue (1) - Vainqueur : 2013 | - Championnat d'Allemagne - Vice-champion : 2014 et 2016 - Coupe d'Allemagne (1) - Vainqueur : 2017 - Finaliste : 2014, 2015, 2016 - Supercoupe d'Allemagne (2) - Vainqueur : 2013, 2014 - Finaliste : 2016, 2017 | - Coupe d'Angleterre (1) - Vainqueur : 2020 - Community Shield (1) - Vainqueur : 2020 - Ligue Europa - Finaliste : 2019 - Coupe de la Ligue - Finaliste : 2018 | - Championnat d'Espagne (1) - Vainqueur : 2023 - Vice-champion : 2022 | - Coupe d'Arabie saoudite - Finaliste : 2025 |

## Distinctions personnelles
Milan AC
- Meilleur buteur de la Champions Youth Cup 2007 (7 buts)

 AS Saint-Étienne
- Élu meilleur joueur stéphanois en août 2011 et février 2012
- Élu meilleur joueur stéphanois de la saison 2011-2012
- Prix Marc-Vivien-Foé du meilleur joueur africain de Ligue 1 en 2012-2013
- Trophées du joueur du mois UNFP de Ligue 1 en février 2012, en octobre 2012[66] et février 2013[67],[68]
- Nommé dans l'équipe type de Ligue 1 aux Trophées UNFP du football 2013

 Borussia Dortmund
- Élu meilleur joueur de la Bundesliga pour la saison 2015-2016
- Meilleur buteur de la Bundesliga lors de la saison 2016-2017 (31 buts)
- Meilleur buteur étranger de l'histoire du Borussia Dortmund[69]

 Arsenal FC
- Joueur du mois de la Premier League en octobre 2018 et septembre 2019
- Co-meilleur buteur de la Premier League lors de la saison 2018-2019 (22 buts)
- Nommé dans l'équipe type de la Premier League lors de la saison 2019-2020

 Olympique de Marseille
- Trophée du joueur du mois UNFP de Ligue 1 en décembre 2023[70].
- Prix Marc-Vivien-Foé du meilleur joueur africain de Ligue 1 en 2023-2024[71],[72].
- Nommé dans l'équipe type de Ligue 1 aux Trophées UNFP du football 2024[73].
- Meilleur buteur de la Ligue Europa lors de la saison 2023-2024 (10 buts)[74].
- Meilleur joueur de la Ligue Europa lors de la saison 2023-2024..

 Gabon
- Co-meilleur buteur de la Coupe d'Afrique des nations en 2012 (3 buts).
- Joueur africain de l'année en 2015[75].
- Joueur de l'équipe type d'Afrique de la décennie 2011-2020 par l'IFFHS-CAF[76].

## Décoration
- Commandeur de l'ordre national du Mérite (2016)[77]